# Río Inuya
Der Río Inuya ist ein etwa 252 km langer rechter Nebenfluss des Río Urubamba im Osten von Peru in der Region Ucayali. 

## Flusslauf
Der Río Inuya entspringt im äußersten Osten des Distrikts Raimondi in der Provinz Atalaya auf einer Höhe von ungefähr 460 m. Das Quellgebiet liegt an der Wasserscheide zum weiter östlich gelegenen Einzugsgebiet des Rio Purus, dessen linker Quellfluss Río Curiuja in unmittelbarer Nähe seinen Ursprung hat. Der Río Inuya fließt anfangs 10 km in Richtung Nordnordost. Anschließend wendet er sich nach Westen und behält die Fließrichtung bis zu seiner Mündung bei. Bei Flusskilometer 86 mündet der Río Mapuya, der bedeutendste Nebenfluss, von rechts in den Río Inuya. Dieser setzt seinen Kurs nach Westen fort und mündet schließlich auf einer Höhe von etwa 230 m 33 km östlich der Provinzhauptstadt Atalaya in den Río Urubamba. Der Río Inuya weist zahlreiche Flussschlingen auf. Es befinden sich mehrere Siedlungen entlang dem Flusslauf.

## Einzugsgebiet
Der Río Inuya entwässert ein Areal von etwa 5670 km². Dieses liegt im Amazonastiefland und erstreckt sich über den Osten des Distrikts Raimondi und ist mit tropischem Regenwald bedeckt. Das Einzugsgebiet des Río Inuya grenzt im Nordwesten an das des Río Cohengua, im Norden an das des Río Yurúa, im Osten an die Einzugsgebiete der Flüsse Río Curanja, Río Curiuja und Río Cújar, im Südosten an das des Río Sepahua sowie im Südosten an das des obstrom gelegenen Río Urubamba und dem Río Mapuillo.